# 기록말살형

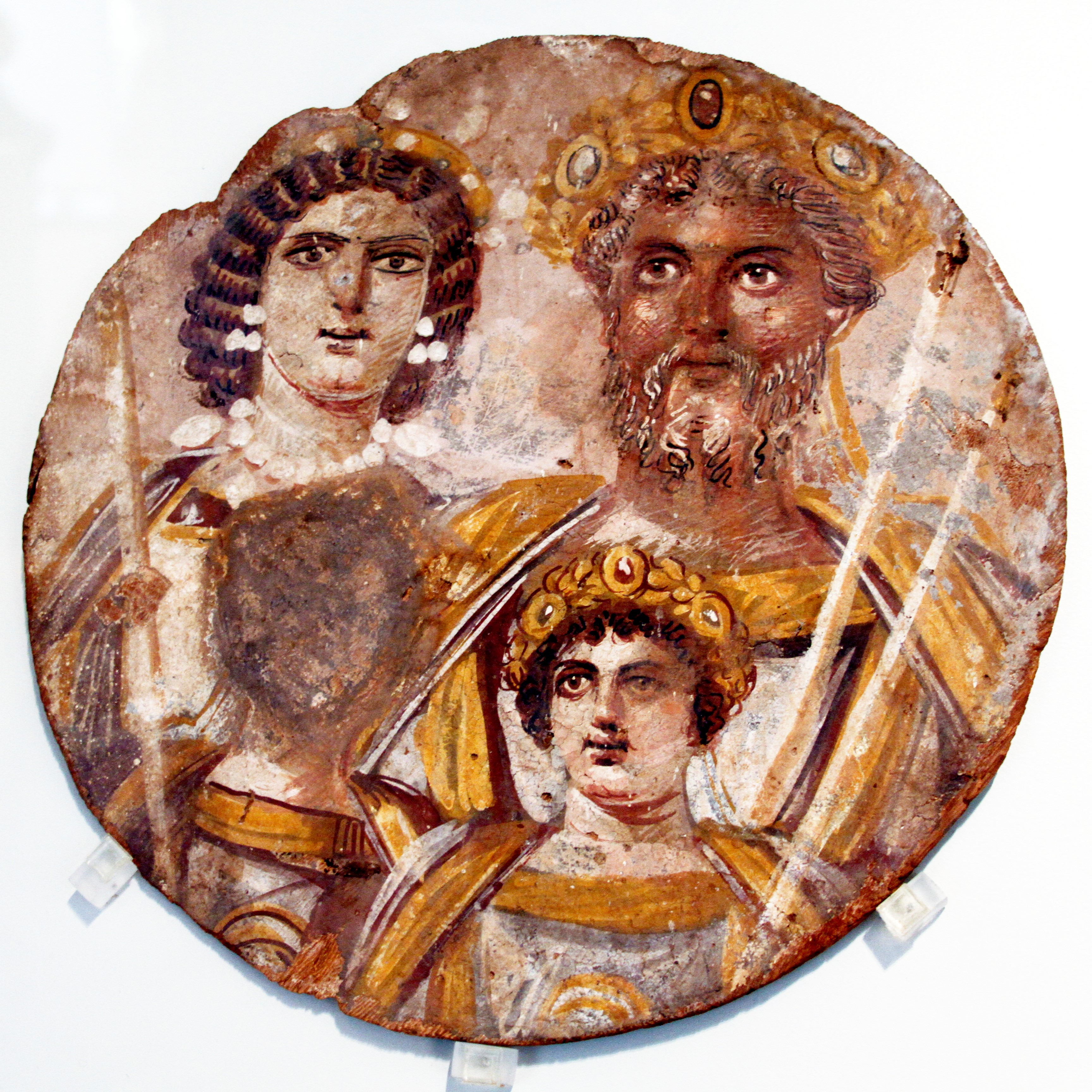
세베루스 가문의 톤도 작품. 셉티미우스 세베루스, 율리아 돔나, 카라칼라, 게타의 얼굴이 있었으나 게타의 얼굴이 지워졌다.

기록말살형(記錄抹殺刑, 라틴어: Damnatio memoriae 담나티오 메모리아이[*])은 특정한 사람이 기억되어서는 안 된다는 형벌을 뜻한다. 로마 원로원에서 반역자나 로마에게 불명예를 끼친 자들에게 대해서 내리는 형벌이었다. 로마에 남겨져 있는 역사 기록, 모든 그림 및 조각상에 새겨진 이름이 지워져서 로마에 존재하지 않았던 사람처럼 취급받게 되었고, 이름을 공개적으로 언급하는 행위를 가급적으로 피하게 되었다. 고대에는 기록물의 종류가 적었기 때문에 특정인을 삭제하는 작업이 더 쉬웠다. 실제로는 삭제 과정이 완벽하게 진행되지 못했기 때문에 누군가가 지워졌다는 것을 확인할 수 있었다.

## 사례

### 로마
고대 로마에서 기록말살형은 로마의 엘리트 및 황제 사후에 이루어졌다. 로마 원로원이나 후임 황제가 특정인의 행위를 싫어했을 경우 재산을 압류하고 이름을 삭제하고 흉상을 다시 제작할 수 있었다. 재산 압류 및 흉상 제작은 경제적으로 도움이 되었기 때문에 후대의 역사학자들과 고고학자들은 실제로 행위가 일어났는지 분석하기 어려움이 있다. 역사학자들은 공식적이지 않은 기록말살형을 데 팍토로 분류하기도 한다. 법적으로 기록말살형에 처해진 사람에는 기원후 31년 티베리우스 황제에게 반역하려고 하였던 세야누스 및 그의 동거인 리빌라가 있다.
공식적으로 기록말살형에 처해진 황제는 세 명이다. 도미티아누스 황제는 96년에 암살당하여 플라비우스 왕조를 끝내게 되어서 처해졌고, 공동 황제 게타는 또 다른 공동 황제인 카라칼라가 211년에 살해한 후 처해졌고, 막시미아누스는 311년 콘스탄티누스 1세에 의해서 체포된 후 자살을 강요당한 후 처해졌다.
실제로 기록말살형이 효과가 있었다면 역사적 기록에서 완벽히 지워졌을 터이기기 때문에 후대의 역사가들이 알 수가 없었다. 모든 정치인들은 찬성파와 반대파가 모두 있기 때문에 완벽하게 지우기는 어려웠다. 예를 들어 원로원에서는 칼리굴라 황제의 기록을 완전히 삭제하려고 하였으나 클라우디우스 황제가 반대하였다. 네로 황제 역시 국가의 적으로 취급받았으나 비텔리우스 황제에 의해서 사후 대규모의 장례식이 치러졌다. 일부 황제의 조각상이 사후에 파괴되거나 수정되었지만 일부는 새로 생겼다. 제명된 사람들의 얼굴이 그려진 동전 역시 계속 유통되었으며, 게타의 그림이 그려진 동전도 대량으로 유통되었다.

### 근대 및 현대
소련에서는 대숙청을 전후로 하여 소비에트 대백과사전을 비롯한 기록물에 정치적인 의도의 편집이 가해졌다. 1952년 하계 올림픽에서 유고슬라비아 축구팀에 소련이 패한 이후 스탈린은 경기의 모든 흔적을 삭제하라고 지시하였다. 흐루셰프 집권 이후 스탈린은 비판의 대상이 되어 일부 선전 영화에서 삭제되었고, 스탈린그라드는 볼고그라드로 개칭되었다.
스포츠에서는 좋지 못한 이유로 타팀으로 이적한 선수들의 기록을 말소하는 경우가 많다. 없는 선수 취급을 하기 위함이다.

## 같이 보기
- 페르소나 논 그라타
- 탈나치화